# Liza Yngvesson
Liza Yngvesson, född 4 maj 1985, är en svensk före detta fotbollsspelare. Hon har spelat för moderklubben Alnö IF och sex säsonger i Norrettan för Sundsvalls DFF.
Yngvessons bror, Andreas Yngvesson, har också varit fotbollsspelare på elitnivå.